# ماريان ماكدونالد
ماريان ماكدونالد (بالإنجليزية: Marianne Macdonald)‏ (9 يوليو 1934، كينورا في كندا)؛ كاتِبة مُتخصِّصة في أدب الأطفال وروائية كندية.